# Частон, Джастин
Джа́стин То́мас Ча́стон (англ. Justin Thomas Chaston; род. 4 ноября 1968, Кардифф) — британский валлийский легкоатлет, специалист по бегу на 3000 метров с препятствиями. Выступал на крупных международных соревнованиях в период 1987—2004 годов, двукратный бронзовый призёр Кубка Европы, участник трёх летних Олимпийских игр.

## Биография
Джастин Частон родился 4 ноября 1968 года в Кардиффе, Уэльс. Проходил подготовку в клубе Belgrave Harriers в Уимблдоне.
В 1987 году выступил на чемпионате мира по кроссу в Варшаве, где занял в личном юниорском зачёте 118 место.
Начиная с 1994 года находился в основном составе британской национальной сборной и выступал в беге на 3000 метров с препятствиями на крупнейших международных соревнованиях. Так, в этом сезоне взял бронзу на Кубке Европы в Бирмингеме, финишировал шестым на Играх доброй воли в Санкт-Петербурге, седьмым на Играх Содружества наций в Виктории и одиннадцатым на чемпионате Европы в Хельсинки. Также на соревнованиях в Ницце установил свой личный рекорд в этой дисциплине, показав время 8:23,90.
В 1995 году побывал на чемпионате мира в Гётеборге — дошёл в стипль-чезе до полуфинала и расположился в итоговом протоколе соревнований на девятнадцатой строке. Кроме того, будучи студентом, выступил на Универсиаде в Фукуоке, где занял пятое место.
На Кубке Европы 1996 года в Мадриде Частон вновь завоевал награду бронзового достоинства. Благодаря череде удачных выступлений удостоился права защищать честь страны на летних Олимпийских играх в Атланте — в беге на 3000 метров с препятствиями добрался до полуфинала и занял итоговое четырнадцатое место.
Впоследствии оставался действующим спортсменом ещё в течение довольно долгого времени, хотя большого успеха на крупнейших международных стартах уже не добивался. Участвовал в Олимпийских играх 2000 года в Сиднее и 2004 года Афинах, показал на них 19 и 22 результат соответственно.